# آندریا پارونی
آندریا پارونی (انگلیسی: Andrea Paroni؛ زادهٔ ۱۴ اکتبر ۱۹۸۹) بازیکن فوتبال اهل ایتالیا است.
از باشگاه‌هایی که در آن بازی کرده‌است می‌توان به باشگاه فوتبال اودینزه و باشگاه فوتبال ویرتوس انتلا اشاره کرد.